# Флаги Вологодской области
Список флагов муниципальных образований Вологодской области Российской Федерации.
На 1 января 2020 года в Вологодской области насчитывалось 207 муниципальных образования — 2 городских округа, 26 муниципальных районов, 21 городское поселение и 158 сельских поселений.

## Флаги городских округов
| Флаг | Наименование                                      | Дата утверждения | Номер в ГГР |
| ---- | ------------------------------------------------- | ---------------- | ----------- |
|      | Флаг муниципального образования «Город Вологда»   | 19 июня 2003     | 1206        |
|      | Флаг муниципального образования «Город Череповец» | 28 октября 2002  |             |
|      | Флаг муниципального образования «Город Череповец» | 28 октября 2002  |             |

## Флаги муниципальных районов
| Флаг | Наименование                                      | Дата утверждения | Номер в ГГР |
| ---- | ------------------------------------------------- | ---------------- | ----------- |
|      | Флаг Бабаевского муниципального района            | 11 октября 2002  | 1136        |
|      | Флаг Бабушкинского муниципального района          | 27 декабря 2002  | 1238        |
|      | Флаг Белозерского муниципального района           | 12 октября 2001  | 1386        |
|      | Флаг Вашкинского муниципального района            | 9 декабря 2008   | 4653        |
|      | Флаг Великоустюгского муниципального района       | 1 декабря 2000   | 722         |
|      | Флаг Верховажского муниципального района          | 21 февраля 2001  | 710         |
|      | Флаг Вожегодского муниципального района           | 26 апреля 2007   | 3349        |
|      | Флаг Вологодского муниципального района           | 25 июня 2004     | 1531        |
|      | Флаг Вытегорского муниципального района           | 20 марта 2003    | 1479        |
|      | Флаг Грязовецкого муниципального района           | 11 февраля 2005  | 876         |
|      | Флаг Кадуйского муниципального района             | 13 сентября 2006 | 2255        |
|      | Флаг Кирилловского муниципального района          | 12 апреля 2005   | 1562        |
|      | Флаг Кичменгско-Городецкого муниципального района | 28 января 2003   | 1229        |

| Флаг | Наименование                               | Дата утверждения | Номер в ГГР |
| ---- | ------------------------------------------ | ---------------- | ----------- |
|      | Флаг Междуреченского муниципального района | 27 июня 2002     | 1164        |
|      | Флаг Никольского муниципального района     | 23 апреля 1999   | 465         |
|      | Флаг Нюксенского муниципального района     | 12 июля 2004     | 1564        |
|      | Флаг Сокольского муниципального района     | 21 сентября 2000 | 1199        |
|      | Флаг Сямженского муниципального района     | 29 июня 2004     | 1542        |
|      | Флаг Тарногского муниципального района     | 30 декабря 2002  | 1202        |
|      | Флаг Тотемского муниципального района      | 17 марта 1998    | 513         |
|      | Флаг Усть-Кубинского муниципального района | 26 ноября 2001   | 977         |
|      | Флаг Устюженского муниципального района    | 12 августа 2004  | 1563        |
|      | Флаг Харовского муниципального района      | 24 ноября 2017   | 12151       |
|      | Флаг Чагодощенского муниципального района  | 26 октября 2006  | 2689        |
|      | Флаг Череповецкого муниципального района   | 27 февраля 2002  | 1034        |
|      | Флаг Шекснинского муниципального района    | 5 августа 2004   | 1350        |

## Флаги городских поселений
| Флаг | Наименование                                          | Дата утверждения | Номер в ГГР |
| ---- | ----------------------------------------------------- | ---------------- | ----------- |
|      | Флаг муниципального образования «Город Великий Устюг» | 30 ноября 2005   |             |
|      | Флаг муниципального образования «Город Вытегра»       | 6 мая 2009       | 4999        |

| Флаг | Наименование                                     | Дата утверждения | Номер в ГГР |
| ---- | ------------------------------------------------ | ---------------- | ----------- |
|      | Флаг муниципального образования «Город Кириллов» | 30 января 1996   |             |

## Упразднённые флаги
| Флаг | Наименование                                    | Дата утверждения | Дата отмены      |
| ---- | ----------------------------------------------- | ---------------- | ---------------- |
|      | Флаг муниципального образования «Город Вологда» | 10 октября 1996  | 19 июня 2003     |
|      | Флаг Вожегодского муниципального района         | 15 мая 2003      | 26 апреля 2007   |
|      | Флаг Вологодского муниципального района         | 31 октября 2002  | 25 июня 2004     |
|      | Флаг Грязовецкого муниципального района         | 23 февраля 2001  | 11 февраля 2005  |
|      | Флаг Кадуйского муниципального района           | 12 апреля 2006   | 13 сентября 2006 |
|      | Флаг Междуреченского муниципального района      | 27 декабря 2001  | 27 июня 2002     |
|      | Флаг Сямженского муниципального района          | 28 апреля 2003   | 29 июня 2004     |

| Флаг | Наименование                                    | Дата утверждения | Дата отмены     |
| ---- | ----------------------------------------------- | ---------------- | --------------- |
|      | Флаг Харовского муниципального района           | 15 сентября 2003 | 6 марта 2006    |
|      | Флаг Харовского муниципального района           | 6 марта 2006     | 29 июня 2007    |
|      | Флаг Харовского муниципального района           | 29 июня 2007     | 28 апреля 2009  |
|      | Флаг Харовского муниципального района           | 28 апреля 2009   | 24 ноября 2017  |
|      | Флаг Чагодощенского муниципального района       | 28 февраля 2006  | 26 октября 2006 |
|      | Флаг Шекснинского муниципального района         | 27 ноября 2002   | 5 августа 2004  |
|      | Флаг муниципального образования «Город Вытегра» | 25 февраля 2009  | 6 мая 2009      |